# Colin W. G. Gibson
Pour les articles homonymes, voir Colin Gibson et Gibson.
Colin William George Gibson (16 février 1891-3 juillet 1974), est un homme politique canadien de l'Ontario. Il est député fédéral libéral de la circonscription ontarienne de Hamilton-Ouest de 1940 à 1950 . Il est ministre dans le cabinet du premier ministre Louis St-Laurent

## Biographie
Né à Hamilton) en Ontario, Gibson gradue du Collège militaire royal du Canada de Kingston en 1911. Il a entre autres comme collège Kenneth Stuart (en), futur Commandant de l'Armée canadienne. Il sert ensuite avec le Royal Fusiliers de l'Armée britannique en 1914 et gradue de l'Université de Toronto en 1915 où il est membre de la fraternité Alpha Delta Phi. Lieutenant-colonel de la Royal Hamilton Light Infantry de 1929 à 1934, il pratique le droit à partir de 1919. Membre fondateur du club cadet du Collège militaire royal du Canada de Hamilton en 1930, il est commandant de la garnison Hamilton de 1935 à 1939.

## Politique
Élu en 1940, il est réélu en 1945 et 1949. Durant sa carrière parlementaire, il est ministre du Revenu national de 1940 à 1945, ministre de la Défense national pour l'air par intérim de 1945 à 1946, secrétaire d'État du Canada de 1946 à 1949 et ministre des Énergies, des Mines et des Ressources de 1949 à 1950.
Il démissionne de son poste de ministre et de député après avoir accepté un poste de juge puîné de la Cour suprême de l'Ontario (en) en 1950 et meurt en 1974.

## Famille
Son père, John Morison Gibson (en), est homme politique et 10e lieutenant-gouverneur de 1908 à 1914. Son fils, Colin David Gibson, est député libéral de Hamilton—Wentworth de 1968 à 1972.

## Hommage
La médaille Gibson du Collège militaire royal du Canada est remise à l'étudiant ayant le mieux excellé dans la division Arts.